# Rantau Benar
Rantau Benar is een bestuurslaag in het regentschap Tanjung Jabung Barat van de provincie Jambi, Indonesië. Rantau Benar telt 1843 inwoners (volkstelling 2010).